# Квалификације за Светско првенство у фудбалу 2022 — УЕФА група Г
Група Г европских квалификација за Светско првенство у фудбалу 2022. се састојала од 6 репрезентацијаː Холандија, Турска, Норвешка, Црна Гора, Летонија и Гибралтар.
Репрезентација Холандије је као првопласирана репрезентација изборила директан пласман на првенство, док је Турска као другопласирана репрезентација отишла у бараж. 

## Табела
| Легенда                                           |
| ------------------------------------------------- |
| Репрезентација која се квалификује у првом кругу  |
| Репрезентација која иде у бараж након првог круга |

| Табела групе Г | Табела групе Г | Табела групе Г | Табела групе Г | Табела групе Г | Табела групе Г | Табела групе Г | Табела групе Г | Табела групе Г | Табела групе Г |  |           |        |          |           |          |           |  | Домаћи | Домаћи | Домаћи | Домаћи | Домаћи | Домаћи | Домаћи | Гости | Гости | Гости | Гости | Гости | Гости | Гости |
|                | Репрезентација | И              | Д              | Н              | И              | ДГ             | ПГ             | ГР             | Бод.           |  | Холандија | Турска | Норвешка | Црна Гора | Летонија | Гибралтар |  | И      | Д      | Н      | И      | ДГ     | ПГ     | Бод.   | И     | Д     | Н     | И     | ДГ    | ПГ    | Бод.  |
| 1.             | Холандија      | 10             | 7              | 2              | 1              | 33             | 8              | +25            | 23             |  | -         | 6:1    | 2:0      | 4:0       | 2:0      | 6:0       |  | 5      | 5      | 0      | 0      | 20     | 1      | 12     | 5     | 2     | 2     | 1     | 13    | 7     | 8     |
| 2.             | Турска         | 10             | 6              | 3              | 1              | 27             | 16             | +11            | 21             |  | 4:2       | -      | 1:1      | 2:2       | 3:3      | 6:0       |  | 5      | 2      | 3      | 0      | 16     | 8      | 9      | 5     | 4     | 0     | 1     | 11    | 8     | 12    |
| 3.             | Норвешка       | 10             | 5              | 3              | 2              | 15             | 8              | +7             | 18             |  | 1:1       | 0:3    | -        | 2:0       | 0:0      | 5:1       |  | 5      | 2      | 2      | 1      | 8      | 5      | 8      | 5     | 3     | 1     | 1     | 7     | 3     | 10    |
| 4.             | Црна Гора      | 10             | 3              | 3              | 4              | 14             | 15             | -1             | 12             |  | 2:2       | 1:2    | 0:1      | -         | 0:0      | 4:1       |  | 5      | 1      | 2      | 2      | 7      | 6      | 5      | 5     | 2     | 1     | 2     | 7     | 9     | 7     |
| 5.             | Летонија       | 10             | 2              | 3              | 5              | 11             | 14             | -3             | 9              |  | 0:1       | 1:2    | 0:2      | 1:2       | -        | 3:1       |  | 5      | 1      | 0      | 4      | 5      | 8      | 3      | 5     | 1     | 3     | 1     | 6     | 6     | 6     |
| 6.             | Гибралтар      | 10             | 0              | 0              | 10             | 4              | 43             | -39            | 0              |  | 0:7       | 0:3    | 0:3      | 0:3       | 1:3      | -         |  | 5      | 0      | 0      | 5      | 1      | 19     | 0      | 5     | 0     | 0     | 5     | 3     | 24    | 0     |

## Резултати
| Турска                                       | 4:2    | Холандија                |
| -------------------------------------------- | ------ | ------------------------ |
| Јилмаз 15’, 34’ (пен.), 81’ · Чалханоглу 46’ | Детаљи | Класен 75’ · де Јонг 76’ |

| Гибралтар | 0:3    | Норвешка                                |
| --------- | ------ | --------------------------------------- |
|           | Детаљи | Серлот 43’ · Торствет 45’ · Свенсон 57’ |

| Летонија      | 1:2    | Црна Гора        |
| ------------- | ------ | ---------------- |
| Икануиекс 40’ | Детаљи | Јоветић 41’, 83’ |

| Црна Гора                                             | 4:1    | Гибралтар        |
| ----------------------------------------------------- | ------ | ---------------- |
| Бећирај 25’ · Симић 43’ · Томашевић 53’ · Јоветић 80’ | Детаљи | Стајч 30’ (пен.) |

| Норвешка | 0:3    | Турска                      |
| -------- | ------ | --------------------------- |
|          | Детаљи | Туфан 4’, 59’ · Сојунџу 28’ |

| Холандија                 | 2:0    | Летонија |
| ------------------------- | ------ | -------- |
| Бергеис 32’ · де Јонг 69’ | Детаљи |          |

| Гибралтар | 0:7    | Холандија                                                                        |
| --------- | ------ | -------------------------------------------------------------------------------- |
|           | Детаљи | Бергеис 41’ · де Јонг 55’ · Депај 61’, 88’ · Вајналдум 62’ · Мален 64’ · Бек 85’ |

| Црна Гора | 0:1    | Норвешка   |
| --------- | ------ | ---------- |
|           | Детаљи | Серлот 35’ |

| Турска                                          | 3:3    | Летонија                                       |
| ----------------------------------------------- | ------ | ---------------------------------------------- |
| Караман 2’ · Чалханоглу 33’ · Јилмаз 52’ (пен.) | Детаљи | Савалнијекс 35’ · Улдрикис 58’ · Икауниекс 79’ |

| Летонија                                  | 3:1    | Гибралтар         |
| ----------------------------------------- | ------ | ----------------- |
| Гутковскис 50’ (пен.), 85’ · Циганикс 89’ | Детаљи | Де Бар 71’ (пен.) |

| Норвешка   | 1:1    | Холандија  |
| ---------- | ------ | ---------- |
| Холанд 20’ | Детаљи | Класен 37’ |

| Турска                | 2:2    | Црна Гора                     |
| --------------------- | ------ | ----------------------------- |
| Ундер 9’ · Јазичи 31’ | Детаљи | Марушић 40’ · Радуновић 90+7’ |

| Летонија | 0:2    | Норвешка                         |
| -------- | ------ | -------------------------------- |
|          | Детаљи | Холанд 20’ (пен.) · Елјунуси 66’ |

| Гибралтар | 0:3    | Турска                                        |
| --------- | ------ | --------------------------------------------- |
|           | Детаљи | Дервишоглу 54’ · Чалханоглу 65’ · Караман 83’ |

| Холандија                                         | 4:0    | Црна Гора |
| ------------------------------------------------- | ------ | --------- |
| Депај 38’ (пен.), 62’ · Вајналдум 70’ · Гакпо 76’ | Детаљи |           |

| Црна Гора | 0:0    | Летонија |
| --------- | ------ | -------- |
|           | Детаљи |          |

| Холандија                                                    | 6:1    | Турска      |
| ------------------------------------------------------------ | ------ | ----------- |
| Класен 1’ · Депај 16’, 38’, 54’ (пен.) · Тил 80’ · Мален 90’ | Детаљи | Ундер 90+2’ |

| Норвешка                                           | 5:1    | Гибралтар |
| -------------------------------------------------- | ------ | --------- |
| Торствет 23’ · Холанд 27’, 39’, 90+1’ · Серлот 59’ | Детаљи | Стајч 43’ |

| Гибралтар | 0:3    | Црна Гора                            |
| --------- | ------ | ------------------------------------ |
|           | Детаљи | Марушић 7’ · Бећирај 44’ (пен.), 88’ |

| Летонија | 0:1    | Холандија  |
| -------- | ------ | ---------- |
|          | Детаљи | Класен 19’ |

| Турска        | 1:1    | Норвешка    |
| ------------- | ------ | ----------- |
| Актуркоглу 6’ | Детаљи | Торсвет 41’ |

| Летонија          | 1:2    | Турска                           |
| ----------------- | ------ | -------------------------------- |
| Демирал 70’ (аг.) | Детаљи | Дурсун 76’ · Јилмаз 90+9’ (пен.) |

| Холандија                                                                    | 6:0    | Гибралтар |
| ---------------------------------------------------------------------------- | ------ | --------- |
| ван Дајк 9’ · Депај 21’, 45+3’ (пен.) · Дамфрис 48’ · Дањума 75’ · Мален 86’ | Детаљи |           |

| Норвешка            | 2:0    | Црна Гора |
| ------------------- | ------ | --------- |
| Елјунуси 29’, 90+6’ | Детаљи |           |

| Норвешка | 0:0    | Летонија |
| -------- | ------ | -------- |
|          | Детаљи |          |

| Турска                                                                       | 6:0    | Гибралтар |
| ---------------------------------------------------------------------------- | ------ | --------- |
| Актуркоглу 11’ · Дервишоглу 38’, 41’ · Демирал 65’ · Дурсун 81’ · Мулдур 84’ | Детаљи |           |

| Црна Гора                  | 2:2    | Холандија             |
| -------------------------- | ------ | --------------------- |
| Вукотић 82’ · Вујновић 86’ | Детаљи | Депај 25’ (пен.), 54’ |

| Гибралтар | 1:3    | Летонија                                   |
| --------- | ------ | ------------------------------------------ |
| Вокер 7’  | Детаљи | Гутковскис 25’ · Улдрикис 55’ · Кролис 75’ |

| Црна Гора  | 1:2    | Турска                     |
| ---------- | ------ | -------------------------- |
| Бећирај 4’ | Детаљи | Актуркоглу 22’ · Кокџу 60’ |

| Холандија                  | 2:0    | Норвешка |
| -------------------------- | ------ | -------- |
| Бергвејн 84’ · Депај 90+1’ | Детаљи |          |

## Стрелци
12 голова
| - Мемфис Депај |

5 голова
| - Ерлинг Холанд | - Бурак Јилмаз |

4 гола
| - Дејви Класен | - Фатос Бећирај |

3 гола
| - Владиславс Гутковскис - Александер Серлот - Кристијан Торствет - Мохамед Елјунуси | - Керем Актуркоглу - Хакан Чалханоглу - Халил Дервишоглу | - Донијел Мален - Лук де Јонг - Стеван Јоветић |

2 гола
| - Рис Стајч - Робертс Улдрикис - Кенан Караман | - Озан Туфан - Сердар Дурсун - Ченгиз Ундер | - Стевен Бергејс - Џорџинио Вајналдум - Адам Марушић |

1 гол
| - Лијам Вокер - Ћај Де Бар - Андрејс Циганикс - Давис Икауниекс - Јанис Икауниекс - Рајмондс Кролис - Робертс Савалниекс - Јонас Свенсон - Јусуф Јазичи | - Мерих Демирал - Мерт Мулдур - Оркун Кокџу - Чаглар Сојунџу - Арно Дањума - Вирџил ван Дајк - Дензел Дамфрис - Дони ван де Бек | - Гас Тил - Коди Гакпо - Стивен Бергвејн - Жарко Томашевић - Илија Вукотић - Марко Симић - Никола Вујновић - Ристо Радуновић |

Аутогол
| - Мерих Демирал (против Летоније) |